# Simone Campos
Simone Campos (Rio de Janeiro, 1983) é uma escritora e tradutora brasileira.

## Biografia
Estreou na literatura aos 17 anos, com o livro No Shopping (2000).  Formada em Jornalismo e Produção Editorial pela Universidade Federal do Rio de Janeiro (UFRJ), é mestre e doutora em Teoria Literária pela Universidade Estadual do Rio de Janeiro (UERJ).
Publicou o segundo livro, A feia noite, em 2006, e o romance online de ficção científica Penados y Rebeldes em 2007, sob o pseudônimo Filipa Borg.
No mesmo ano recebeu a bolsa Petrobras de Criação Literária, com a qual escreveu o livro de contos Amostragem complexa, publicado em 2009. No mesmo ano, foi um dos nomes escolhidos pela crítica literária Heloísa Teixeira para compor a antologia digital Enter.
Em 2013 publicou o livro-jogo OWNED - Um novo jogador, nas versões online e física, também financiado pela bolsa Petrobras.
Publicou também os romances A vez de morrer (2014), Nada vai acontecer com você (2021) e Mulher de pouca fé (2025).
Traduziu para o português, entre outros livros, A garota no trem, de Paula Hawkins, Os testamentos, de Margaret Atwood e A história secreta de Twin Peaks, de Mark Frost (com Stephanie Fernandes).

## Vida Pessoal
É diagnosticada com autismo.